# Indyjskie Siły Powietrzne
Indyjskie Siły Powietrzne (IAF; ang. Indian Air Force; dewanagari भारतीय वायु सेना, Bhartiya Vāyu Senā) – jeden z rodzajów Indyjskich Sił Zbrojnych. Ich głównym zadaniem jest kontrolowanie indyjskiej przestrzeni powietrznej, uzyskiwanie przewagi w powietrzu i wspieranie oddziałów innych rodzajów sił zbrojnych. W 2010 roku składały się z 1351 statków powietrznych, ich motto brzmi: Touch the Sky with Glory.

## Oznakowania statków powietrznych

Godło malowane na kadłubie
Flaga malowana na ogonie, pod numerem bocznym

## Historia

Ewolucja symboli IAF:
1)1933-1942 2)1942-1945
3)1947-1950 4) od 1950

### Tworzenie i okres II wojny światowej
Indyjskie Siły Powietrzne powstały w Indiach Brytyjskich jako siły pomocnicze dla Royal Air Force w dniu 8 października 1932. Pierwsza eskadra składała się z 5 pilotów i 4 dwupłatowców Westland Wapiti. W czasie II wojny światowej dotychczas wykorzystywane godło RAF zamieniono na niebiesko-błękitne, aby odróżnić się od samolotów japońskich. W tym czasie lotnictwo indyjskie, dysponujące 7 eskadrami w 1943 i 9 w 1945, walczyło z Japończykami na terenie Birmy i Tajlandii, za co w dowód uznania król Jerzy VI nadał im przedrostek „Królewskie”.

### Pierwsze lata niepodległości (1947-1950)
Po uzyskaniu niezależności od Imperium brytyjskiego w 1947 roku, Indie Brytyjskie został podzielony na nowe państwa, hinduską Unia Indyjska i muzułmańskie Dominium Pakistanu. Zasoby siły powietrznych zostały podzielone między nowymi krajami wzdłuż linii geograficznego podziału. Indie zachowały nazwę Royal Indian Air Force, ale trzy z dziesięciu dywizjonów operacyjnych i urządzeń, znajdujących się w granicach Pakistanu, zostały przeniesione do Royal Pakistan Air Force. Godło RIAF zostało zmienione na czakrę Aśoki, czyli koło znajdujące się też w indyjskiej fladze.
W tym samym czasie, wybuchł konflikt między państwami o kontrolę nad stanami Dżammu i Kaszmir. RIAF nie angażowania w walkę powietrzną z pakistańskim lotnictwem, jednak zapewniał transport i bliskie wsparcie powietrzne dla indyjskich żołnierzy.
Kiedy Indie stały się republiką w 1950 roku, przedrostek „Royal” został usunięty z Indyjskich Sił Powietrznych. Zaczęło także obowiązywać obecne godło IAF.

### Kryzys w Kongu i zajęcie Goa (1960-1961)
W 1960 roku IAF skierował eskadrę wyposażoną w samoloty English Electric Canberra do wsparcia operacji ONZ w Kongu, która pozostała tam do 1966.
Pod koniec 1961 roku rząd indyjski, po wielu latach bezskutecznych negocjacji, zdecydował o zbrojnej aneksji portugalskich enklaw, pozostałości po portugalskim imperium kolonialnym. Lotnictwo wykorzystało swoje Canberry, Huntery i Vampire’y do zniszczenia lotniska w pobliżu Goa, Mystère’y IV atakowały stanowiska ogniowe w Damanie, a Ouragany – pas startowy na Diu. Całkowita dominacja w powietrzu pomogła przejąć kontrolę nad dotychczasowym portugalskim terytorium w ciągu 36 godzin.

### Spory graniczne i zmian w IAF (1962-1971)
W 1962 roku spór graniczny między Chinami a Indiami doprowadził do wojny, kiedy Chiny zmobilizować swoje wojska przez Indian granicy. Indyjskim planistom nie udało się skutecznie wykorzystać IAF przeciwko inwazji wojsk chińskich. Spowodowało to utratę terytorium na rzecz Chin, zwłaszcza w stanie Kaszmir.
Trzy lata po zakończeniu konfliktu chińsko-indyjskiej, w 1965 roku wybuchła druga wojna z Pakistanem, znana jako druga wojna o Kaszmir. Po raz pierwszy IAF, zamiast skupiać się na wsparciu wojsk lądowych, przeprowadzał niezależne naloty na tereny pakistańskie, narażając się przy tym na ogień przeciwlotniczy. W trakcie całego konfliktu Pakistańskie Siły Powietrzne cieszyły się jakościową przewagą nad bardziej licznymi IAF, Pakistańczycy wykorzystywali głównie amerykańskie North American F-86 Sabre, ale dysponowali też eskadrą naddźwiękowych F-104A, a ich piloci byli lepiej wyszkoleni. Chociaż od 1963 Hindusi posiadali już 10 MiG-21F-13 i 2 MiG-21PF, to ich liczba i niska gotowość operacyjna nie były zagrożeniem dla Pakistańczyków. Pomimo tego IAF był w stanie zapobiec uzyskaniu przez PAF przewagi w powietrzu w strefie konfliktu. W walce powietrznej ciężar przeciwstawienia się F-86 wzięły na siebie myśliwce Hawker Hunter i Folland Gnat. Pakistan zgłosił zniszczenie 113 samolotów IAF, w porównaniu do 73 samolotów straconych przez PAF. Ponad 60% strat IAF miała miejsce w czasie walk nad Kalaikunda i Pathanknot, gdzie większość samolotów została zniszczona na ziemi.
Po wojnie IAF przeszedł szereg zmian w celu uzyskania przewagi nad rywalami. Utworzono siły specjalne, dla zwiększenia możliwości logistycznych zakupiono 72 HS 748, do służby wprowadzono rodzime HAL HF-24 Marut i Ajeet oraz naddźwiękowe MiG-21 i Su-7.

### Wojna o niepodległość Bangladeszu(1971)
W związku z nasileniem ruchu niepodległościowego w Pakistanie Wschodnim od marca 1971 trwała wojna, pod koniec 1971 roku zaangażowały się w nią także Indie (wojna indyjsko-pakistańska). Stan bojowy IAF-u w dwóch sektorach na wschodzie wynosił wtedy trzy eskadry MiG-ów-21FL, cztery Hawkerów Hunterów, trzy Follandów Gnatów oraz po jednej na Canberrach i Su-7B. Indie miały lotniczą przewagę liczebną w przybliżeniu 4:1 nad pakistańskimi wojskami lotniczymi, a na wschodzie (gdzie stacjonowała jedynie eskadra z siedemnastoma Canadairami Sabre’ami) – nawet 10:1. Faktycznie we wczesnej fazie podstawowymi myśliwcami pozostały Huntery i Gnaty, ponieważ MiG-i nie miały wbudowanego fabrycznie działka, z ZSRR sprowadzono dopiero zasobniki GP-9 z działkami GSz-23-2. W pierwszego starciu z PAF-em indyjskie Gnaty zestrzeliły dwa Sabre’y, po strąceniu trzech kolejnych przez Huntery eskadrę rozformowano, a jedenaście Sabre’ów porzucono. W grudniu rozpoczęła się regularna wojna, w czasie bitwy o Longewala IAF zniszczył ponad 29 pakistańskich czołgów i 40 transporterów. Przeprowadzono także strategiczne naloty na instalacje naftowe w Karaczi i Dam Mangla oraz gazownię w Sindh. MiG-21FL w pierwszym starciu maszyn ponaddźwiękowych obu państw zestrzelił F-104A Starfightera IAF wykonał w tym czasie ponad 6000 lotów bojowych na wschodzie i na froncie zachodnim (w tym loty maszyn transportowych i śmigłowców). Pod koniec wojny samoloty IAF-u rozrzucały ulotki wzywające do kapitulacji, demoralizując wojska pakistańskie na wschodzie. IAF twierdził, że zniszczył 94 samoloty pakistańskie, faktycznie potwierdził tylko 40 maszyn, w tym dwa F-104A zestrzelone przez MiG-i-21 i siedem Sabre’ów przez Huntery i Gnaty, IAF stracił 75 samolotów, głównie Huntery, Su-7 i MiG-i-21, połowę w wyniku ognia z ziemi, a osiemnaście w walce powietrznej, co przy posiadanej przewadze liczebnej i uzyskanej dominacji w powietrzu na wschodzie było uznawane za zwycięstwo.

### Zamach stanu na Malediwach (1988)
3 listopada 1988 dwa indyjskie samoloty transportowe Ił-76MD zostały użyte na prośbę legalnego rządu do zdławienia próby zamachu stanu na Malediwach, dokonując potajemnego przelotu z Agry i lądując w nocy z desantem spadochroniarzy na lotnisku na wyspie Hulule.

### Wojna o Kargil (1999)
Podczas konfliktu w stanie Kargil w połowie 1999 roku IAF wykorzystywały z powodzeniem Mirage 2000, które mogły wykonywać precyzyjne naloty bombami naprowadzanymi laserowo zarówno w dzień, jak i w nocy. Do ich eskorty wykorzystywano myśliwce MiG-29. Używane były też do wsparcia działań inne samoloty. Indie utraciły dwa samoloty – MiG-21 i MiG-27, oba 27 maja. Równocześnie Pakistan nie zdecydował się kontratakować swoimi F-16, dzięki czemu Indie, wykonujące nawet 40 lotów dziennie, wyparły pakistańskie siły z Kargilu. 10 sierpnia 1999 MiG-21bis zestrzeliły naruszający granicę pakistański samolot Breguet Atlantic (16 ofiar), być może wykonujący misję rozpoznawczą.

### Obecnie
Indyjskie Siły Powietrzne zdecydowały się na złożenie zamówienia na 120 sztuk Tejasów Mk1A. Ogłoszona pod koniec września 2015 roku decyzja jest tym bardziej zaskakująca, że do wielu lat wojsko konsekwentnie odmawiało przyjęcia większej ilości Tejasów, krytykując się za zbyt słaby silnik, znaczne przekroczenie palowanej masy własnej i niewystarczające wyposażenie elektroniczne. Wszystkie usterki miały być usunięte w wariancie Mk II charakteryzujący się dodatkowo silnikiem o większym ciągu i możliwością tankowania w powietrzu. Ostatecznie dla ratowania stabilności finansowej programu uzgodniono budowę wariantu przejściowego. Nowe samoloty mają wejść na uzbrojenie 7 eskadr, począwszy od 2018 roku dla zastąpienia floty MiG-21 i MiG-27. Tym samym oddala się perspektywa zapaści technicznej w siłach powietrznych.
29 stycznia 2016 roku zakończono odbiór zamówionych 151 sztuk śmigłowców Mi-17 w wersji V-5. 23 września 2016 roku ministrowie obrony Indii i Francji podpisali zaś porozumienie w sprawie sprzedaży trzydziestu sześciu myśliwców Dassault Rafale wraz z uzbrojeniem i wsparciem logistycznym za 7,87 miliarda dolarów; był to finał negocjacji rozpoczętych wyborem Rafale’a przez Indie w kwietniu 2015 roku.
Rząd Indii uznał za właściwe zakup od Rosji dwóch dodatkowych samolotów dowodzenia i wczesnego ostrzegania Berijew A-50EI Phalcon wyposażone w izraelski radar AESA typu ELTA EL/M-2075. Koszt zakupu będzie wynosił około 1,1 mld USD.

## Organizacja
Siły powietrzne są podzielone na pięć dowództw operacyjnych oraz dwa dowództwa funkcjonalne:
Dowództwa Operacyjne
- Central Air Command (CAC) – Centralne Dowództwo Powietrzne, z siedzibą w Allahabad, Uttar Pradesh
- Eastern Air Command (EAC) – Wschodnie Dowództwo Powietrzne, z siedzibą w Shillong, Meghalaya
- Southern Air Command (SAC) – Południowe Dowództwo Powietrzne, z siedzibą w Thiruvananthapuram, Kerala
- South Western Air Command (SWAC) – Południowo-zachodnie Dowództwo Powietrzne, z siedzibą w Gandhinagar, Gujarat
- Western Air Command, Indian Air Force (WAC) – Zachodnie Dowództwo Powietrzne, z siedzibą w Subroto Park, New Delhi

Dowództwa Funkcjonalne
- Training Command (TC) – Dowództwo Szkolenia, z siedzibą w Bangalore, Karnataka
- Maintenance Command (MC) – Dowództwo Remontowe, z siedzibą w Nagpur, Maharashtra

## Wyposażenie

### Historyczne

#### Samoloty myśliwskie
- Hawker Tempest

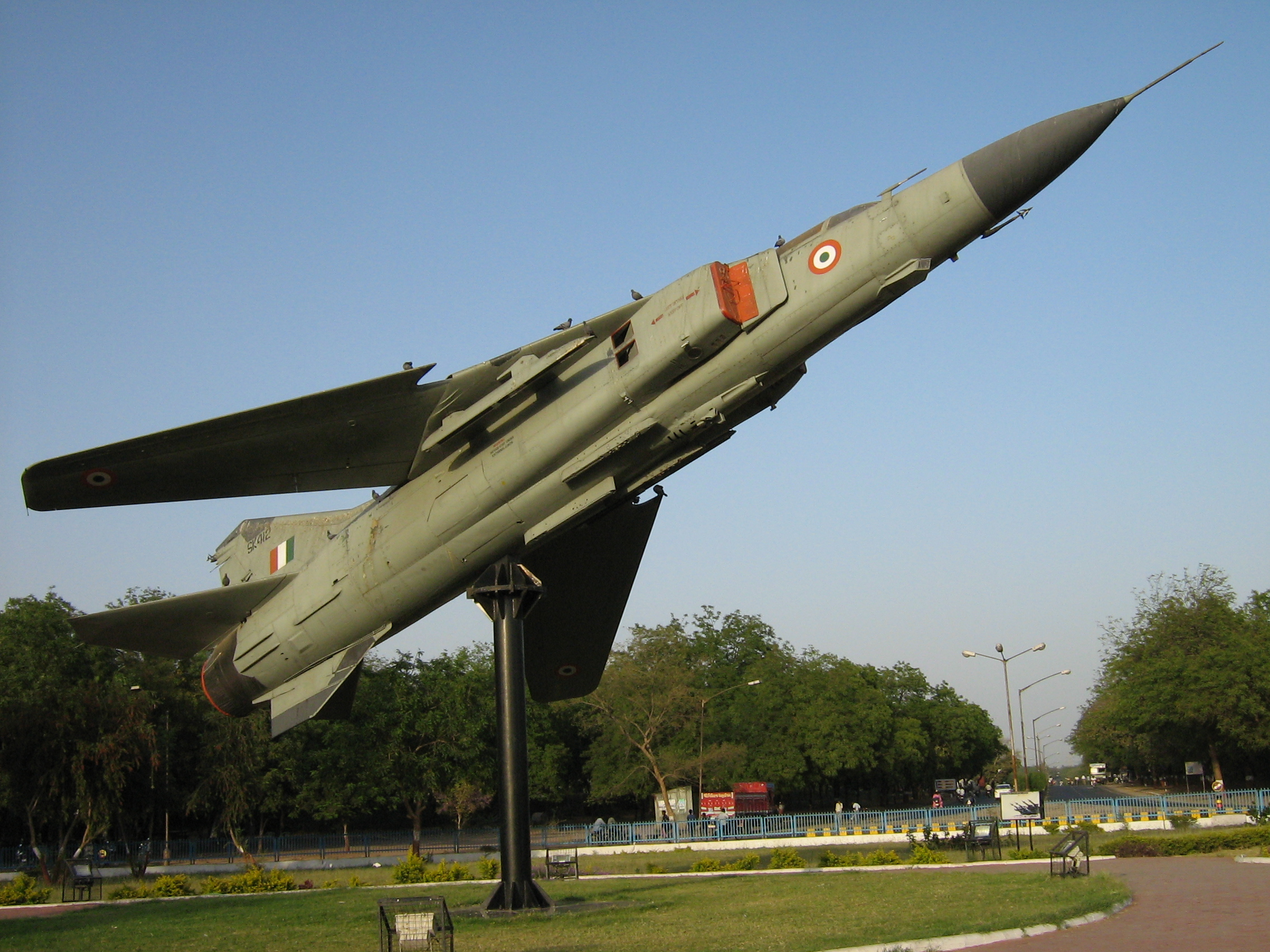
MiG-23MF

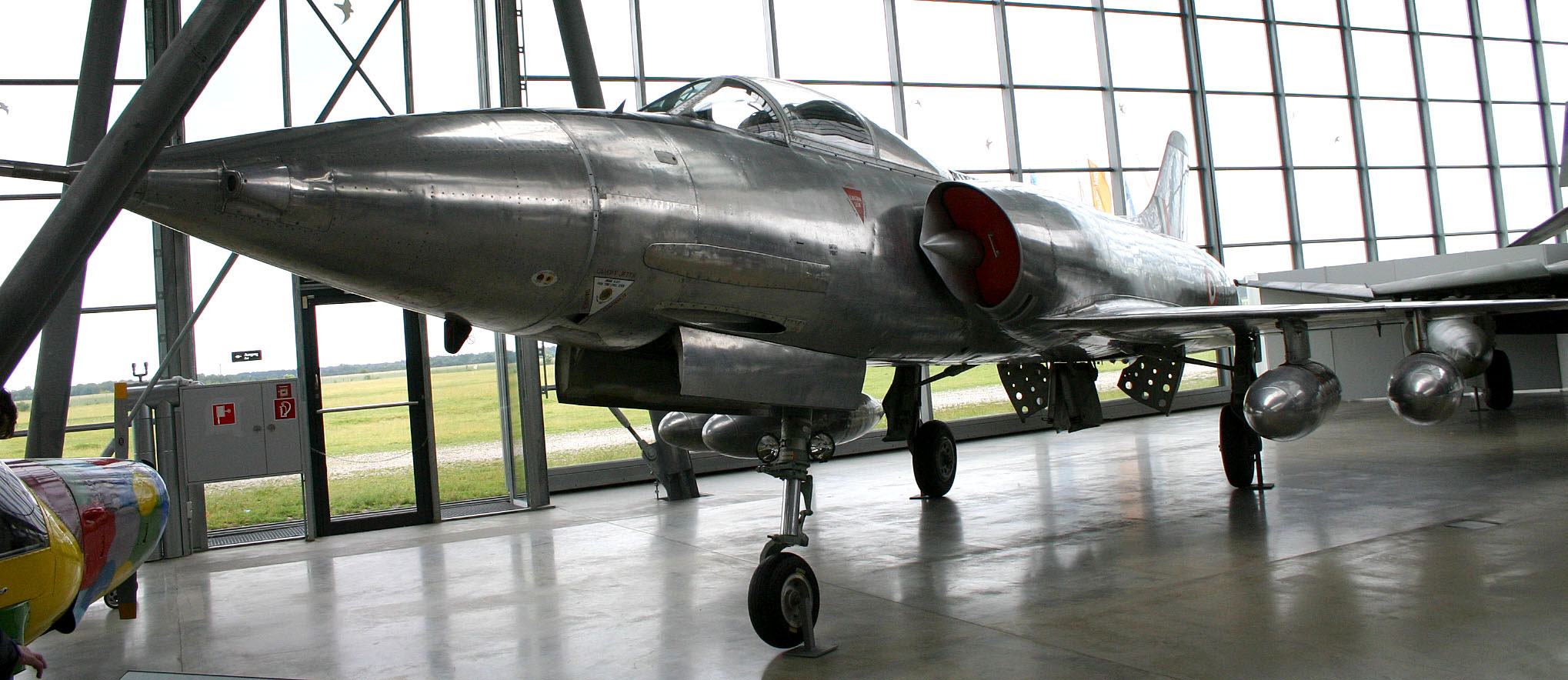
HAL HF-24 Marut

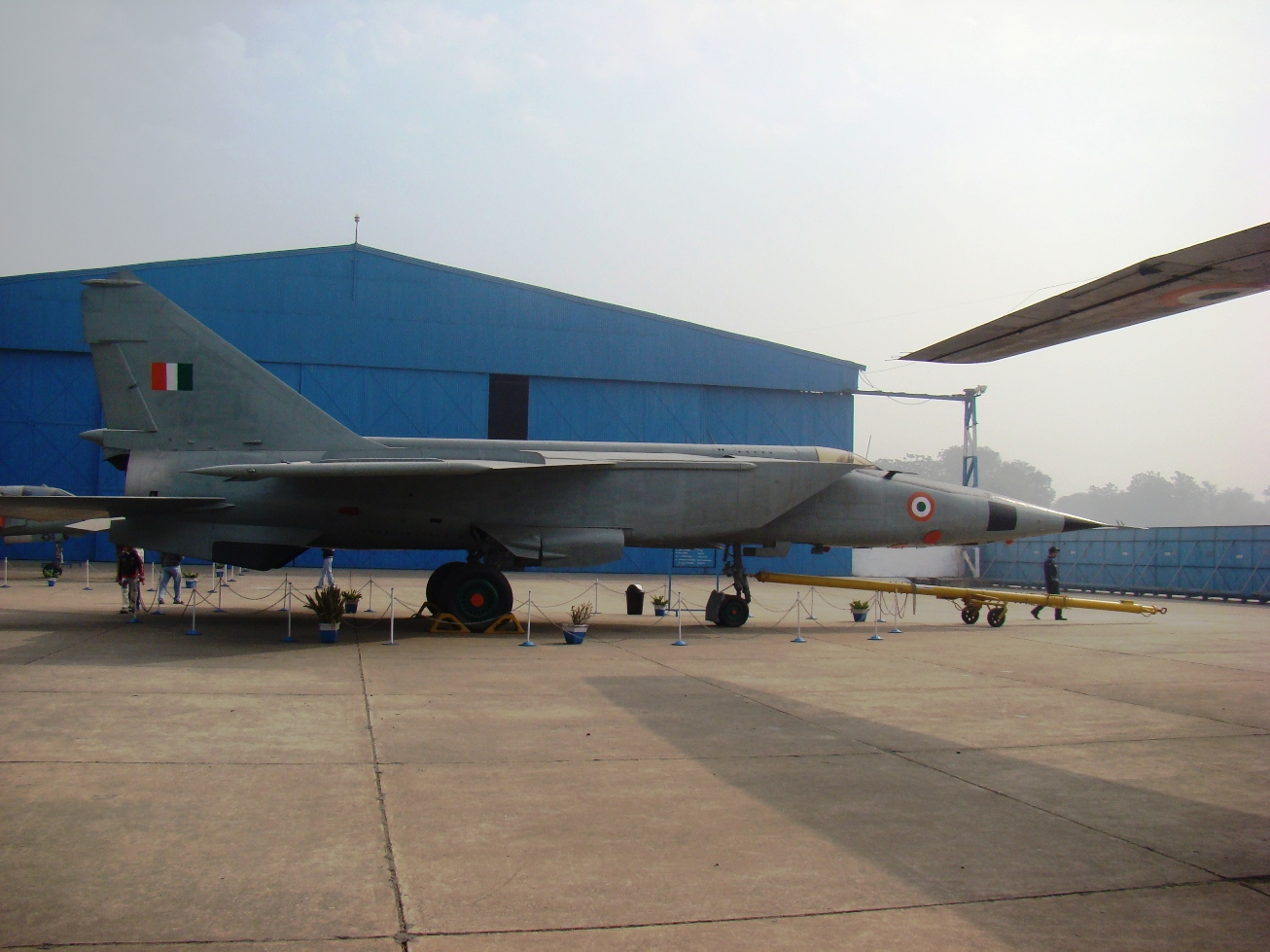
MiG-25

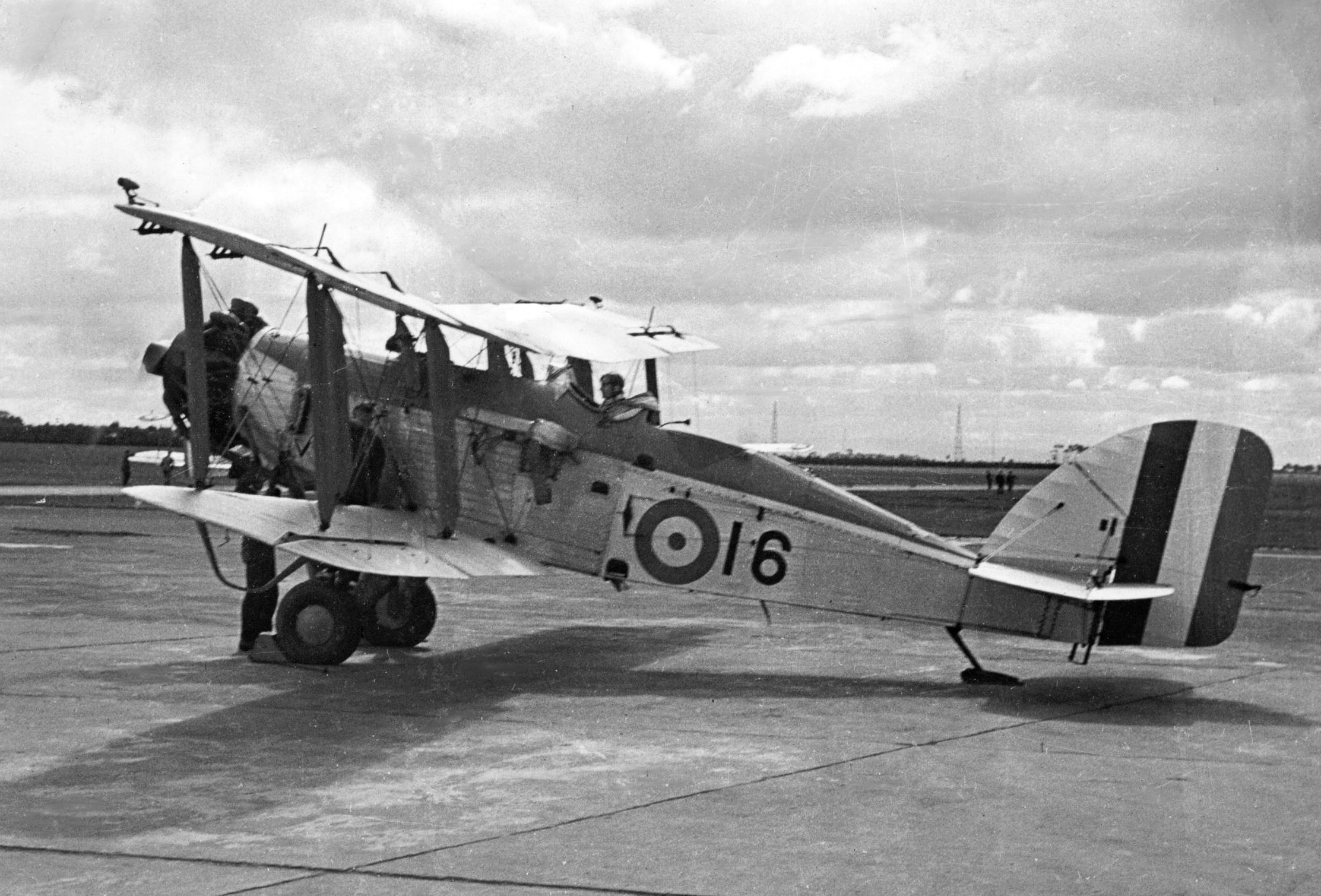
Westland Wapiti – pierwszy samolot IAF-u

- de Havilland Vampire FB-52/NF-10/T-55 – 333/29/70 w latach 1949–1965
- Dassault Ouragan (Toofani) – 104 w latach 1953–1965
- Dassault Mystère IV – 104 w latach 1957–1973
- Hawker Hunter F-56/T-66 – 201/34 – dostawy 1957-1967, do lat 80. (wliczając używane z Europy)
- Folland Gnat – 215 w latach 1958–1978.
- MiG-21 – 8 F-13 (Type 74) od 1963, 2 PF (Type 76) od 1964, 65 M (Type 88) od 1971
- MiG-21FL (Type 77) – 205 – dostawy 1966-1972, wycofane w 2005
- MiG-21MF (Type 88) – 158 – dostawy 1973-1981
- MiG-21bis (Type 75) – 295 – dostawy 1977-1984
- HAL Ajeet – Zmodyfikowany Folland Gnat, 89 w latach 1977–1991
- Mikoyan-Gurevich Mig-23MF – 40 w latach 1983–2007
- Su-30K – 18 w latach 1997–2007

#### Samoloty szturmowe i bombowe
- Consolidated B-24J Liberator – 44 do 1967
- HAL HF-24 Marut – 147 w latach 1961–1985
- Su-7BMK (S-22)/U – 140/12 od 1968
- English Electric Canberra B(I)-58/B-66/T-54 – 77/20/11 w latach 1957–2007
- MiG-23BN/UB – 95/15 w latach 1981–2009

#### Samoloty rozpoznawcze
- English Electric Canberra PR-57 – 10 od 1958
- MiG-25: 8 w latach 1981–2006

#### Samoloty szkolne i treningowe
- de Havilland Tiger Moth
- Percival Prentice
- North American Harvard
- HAL HT-2
- MiG-21U (Type 66) – 45 – dostawy 1965-1970
- MiG-21UM (Type 69) – 70 – dostawy 1975-2003 (w tym używane)
- PZL TS-11 Iskra – 50 Iskier bis D zakupiono w 1975, w latach 90. dalsze 26. Wszystkie wycofano ze służby 16 grudnia 2004.[10]

#### Samoloty transportowe
- Douglas C-47 Dakota
- de Havilland Devon
- Ił-14
- de Havilland Canada DHC-3 Otter
- de Havilland Dragonfly
- Fairchild C-119G Flying Boxcar
- Lockheed Super Constellation
- de Havilland Canada DHC-4 Caribou
- Tu-124
- An-12

#### Śmigłowce
- Sikorsky S-55 Whirlwind
- Bell 47 G-2
- Mi-4

#### Samoloty łącznikowe i współpracy z wojskami lądowymi
- Westland Wapiti
- Westland Lysander

### Obecne
| Zdjęcie                   | Samolot                     | Producent               | Typ                                | Wersja               | Liczba sztuk        | Uwagi |
| Samoloty myśliwskie       | Samoloty myśliwskie         | Samoloty myśliwskie     | Samoloty myśliwskie                | Samoloty myśliwskie  | Samoloty myśliwskie | Samoloty myśliwskie |
| ------------------------- | --------------------------- | ----------------------- | ---------------------------------- | -------------------- | ------------------- | --- |
|                           | HAL Tejas                   | Indie                   | lekki myśliwiec wielozadaniowy     | Mark I               | 16                  | Zamówiono 123 sztuk, w sumie zaplanowano zakup 220 sztuk, w 2011 rozpoczęto wprowadzanie do służby, pierwsza eskadra osiągnie gotowość operacyjną w 2015 roku. |
|                           | Su-30 Flanker-H             | Rosja · Indie           | myśliwiec wielozadaniowy           | Su-30MKI             | 249                 | Zamówiono 272, samoloty montowane są też przez zakłady HAL w Indiach, 5 maszyn utracono. |
| Rafale B                  | Dassault Rafale             | Francja                 | myśliwiec wielozadaniowy           |                      | 4/36                | Po długich negocjacjach w dniu 23 września 2016 roku podpisano kontrakt na 36 egzemplarzy maszyn, które mają zostać wyprodukowane we Francji. Istnieje możliwość, że zostaną przystosowane do przenoszenia broni jądrowej |
|                           | Dassault Mirage 2000 Vajra  | Francja                 | myśliwiec wielozadaniowy           | 2000H TH             | 41 8                | Modernizowane za 2,4 mld USD do wersji 2000-5 Mk2. W 2012 w niezależnych wypadkach rozbiły się dwa Mirage 2000TH. |
|                           | MiG-29 Baaz                 | ZSRR                    | myśliwiec przewagi powietrznej     | MiG-29S UPG MiG-29UB | 46 10               | Dostarczono 80, 15 utracono w katastrofach. Modernizowane do wersji UPG (radar Żuk-M, nowa awionika, silnik RD-33 serii 3) za 964 mln USD. |
|                           | MiG-21 Vikram               | ZSRR · Indie            | myśliwiec przechwytujący           | MiG-21 Bison         | 112                 | W sumie od 1963 zakupiono lub wyprodukowano na licencji 946 Migi-21 w wersjach F-13/PF/FL/M/MF i bis oraz U/UM, 477 utracono w wypadkach, co najmniej 4 zestrzelili Pakistańczycy. Zmodernizowane do Mig-21 Bison (radar Phazotron Kopyo, pociski R-27 i R-77), w trakcie zastępowania.                                                                                                  |
|                           |                             |                         |                                    |                      | 472                 | |
| Samoloty szturmowe        |                             |                         |                                    |                      |                     | |
|                           | MiG-27 Bahadur              | ZSRR                    | samolot myśliwsko-bombowy          | MiG-27H              | 60                  | Ze względu na zły stan techniczny maszyn rozpoczęto rozwiązywanie jednostek latających na MiG-ach-27 w celu kanibalizacji ich samolotów na użytek pozostałych eskadr. |
|                           | SEPECAT Jaguar              | Wielka Brytania · Indie | samolot myśliwsko-bombowy          | IS IM IB             | 105 12 30           | Dostarczono 168: 35 IS i 5 IB z BAe Warthon, 128 zmontowanych przez HAL jako Shamser (trzech wersji: 89 IS, 27 dwumiejscowych IB i 12 przeciwokrętowych IM uzbrojonych w Sea Eagle), mogą przenosić broń atomową, modernizowane i wyposażane w nowe silniki. W 1979 wypożyczono 18 brytyjskich Jaguarów GR1/T2. Obecnie trwa modernizacja wszystkich egzemplarzy do standardu DARIN III. |
|                           |                             |                         |                                    |                      | 225                 | |
| Specjalnego przeznaczenia |                             |                         |                                    |                      |                     | |
|                           | Ił-78                       | Rosja · Izrael          | powietrzny tankowiec               | Ił-78MKI             | 7                   | Faktycznie zbudowane w Uzbekistanie, izraelska instalacja do podawania paliwa wężem giętkim. |
|                           | A-50E/I Phalcon             | Rosja · Izrael          | wczesnego ostrzegania i dowodzenia | EL/M-2075 Phalcon    | 3                   | 2 kolejne zamówione. |
|                           | EMB-145I Netra              | Brazylia                | wczesnego ostrzegania i dowodzenia | EMB-145I AEW&C       | 1                   | Zamówiono 3, dostawy od 2012. |
|                           | Gulfstream III              | Stany Zjednoczone       | samolot rozpoznawczy               | GIV SRA-4            | 3                   | |
|                           |                             |                         |                                    |                      | 14                  | |
| Samoloty transportowe     |                             |                         |                                    |                      |                     | |
|                           | Boeing C-17 Globemaster III | Stany Zjednoczone       | ciężki transportowiec              | C-17A                | 10                  | Zamówiono 10, dostawy 2013–2014. C-17 mają zająć miejsce rosyjskich samolotów Ił-76. |
|                           | C-130J Super Hercules       | Stany Zjednoczone       | średni transportowiec              | C-130J C-130J-30     | 5                   | Zamówiono 12, 6 J-30 dla wsparcia sił specjalnych i 6 w wersji bazowej. W 2014 utracono jeden J-30. |
|                           | Ił-76 Candid                | ZSRR                    | ciężki transportowiec              | Ił-76MD              | 17                  | |
|                           | An-32 Cline                 | ZSRR                    | średni transportowiec              | An-32RE              | 105                 | Na mocy umowy z Antonowem o wartości ponad 400 mln USD, na Ukrainie zmodernizowanych zostanie 40 maszyn, pozostałe 65 w indyjskich zakładach BRD-1 w Kanupurze we współpracy z przemysłem ukraińskim. |
|                           | Hawker Siddeley HS 748      | Wielka Brytania · Indie | lekki transportowiec               | HS 748-100           | 57                  | |
|                           | CASA C-295                  | Hiszpania               | średni transportowiec              | C-295M/W             | 0/56                | Kontrakt o wartości ok. 2 mld USD na 56 C-295M/W podpisano w 2015 roku, zastąpią one samoloty Hawker Siddeley HS 748. |
|                           | Dornier Do 228              | Niemcy · Indie          | lekki transportowiec               | Do 228-201           | 40                  | |
|                           | Boeing 737                  | Stany Zjednoczone       | transport VIP                      | 737-800 BBJ          | 3                   | Zastąpiły Boeing 737–200. |
|                           | Embraer 135                 | Brazylia                | transport VIP                      |                      | 4                   | |
|                           | IAI Astra 1125              | Izrael                  | transport VIP                      | 1125 Astra           | 2                   | |
|                           |                             |                         |                                    |                      | 233                 | |
| Treningowe                |                             |                         |                                    |                      |                     | |
|                           | HAL HPT-32 Deepak           | Indie                   | szkolenie podstawowe               | HPT-32               | 70                  | |
|                           | Pilatus PC-7                | Szwajcaria              | szkolenie zaawansowane             | PC-7 Mk.II           | 75                  | |
|                           | HAL HJT-16 Kiran            | Indie                   | szkolenie przejściowe              | HJT-16 Mk 2          | 81                  | |
|                           | BAE Hawk                    | Wielka Brytania · Indie | szkolenie zaawansowane             | AJT Mk 132           | 66                  | Zamówiono 126 (20 dla grupy Surya Kiran), w tym 102 mają być zmontowane przez HAL, zastąpiły PZL TS-11 Iskra, w przyszłości HJT-16 Kiran. |
|                           |                             |                         |                                    |                      | 237                 | |

| Zdjęcie   | Śmigłowiec                        | Producent       | Typ                                         | Wersja                  | Liczba sztuk | Uwagi                  |
| Śmigłowce | Śmigłowce                         | Śmigłowce       | Śmigłowce                                   | Śmigłowce               | Śmigłowce    | Śmigłowce              |
| --------- | --------------------------------- | --------------- | ------------------------------------------- | ----------------------- | ------------ | ---------------------- |
|           | HAL Dhruv                         | Indie           | śmigłowiec wielozadaniowy śmigłowiec bojowy | Dhruv Rudra             | 43 4         | w produkcji.           |
|           | Aérospatiale SA 315B Lama         | Francja · Indie | śmigłowiec wielozadaniowy                   | SA 315B Cheetah/Cheetal | 12           |                        |
|           | Aérospatiale SA 316B Alouette III | Francja · Indie | Śmigłowiec wielozadaniowy                   | SA-316B                 | 73           |                        |
|           | Mi-8Mi-17                         | ZSRR            | śmigłowiec transportowy                     | Mi-8/17Mi-17V5          | 83139        | Zamówiono 151 Mi-17V5. |
|           | Mi-26                             | ZSRR            | ciężki śmigłowiec transportowy              | Mi-26                   | 3            |                        |
|           | Mi-35 Hind-E                      | ZSRR            | Śmigłowiec bojowy                           | Mi-35                   | 20           |                        |
|           |                                   |                 |                                             |                         | 377          |                        |

| Zdjęcie                      | Samolot                      | Producent                    | Typ                          | Wersja                       | Liczba sztuk                 | Uwagi                        |
| Bezzałogowe aparaty latające | Bezzałogowe aparaty latające | Bezzałogowe aparaty latające | Bezzałogowe aparaty latające | Bezzałogowe aparaty latające | Bezzałogowe aparaty latające | Bezzałogowe aparaty latające |
| ---------------------------- | ---------------------------- | ---------------------------- | ---------------------------- | ---------------------------- | ---------------------------- | ---------------------------- |
|                              | Lakshya PTA                  | Indie                        | Drona – cel                  |                              | 39                           |                              |
|                              | IAI Harpy                    | Izrael                       | UAV przeciwradarowy          |                              | ?                            |                              |
|                              | IAI Heron                    | Izrael                       | Strategiczny UAV             | Heron I/II                   | 50                           |                              |
|                              |                              |                              |                              |                              | 89                           |                              |

## Bazy lotnicze
Wykorzystywanych jest ponad 60 baz.